# Culicoides algeriensis

Culicoides algeriensis är en tvåvingeart som beskrevs av Jean Clastrier 1957.
Culicoides algeriensis ingår i släktet Culicoides och familjen svidknott. Inga underarter finns listade i Catalogue of Life.